# Fear of Music
Fear of Music je třetí studiové album americké hudební skupiny Talking Heads, vydané roku 1979 u Sire Records. Album se umístilo na 21. příčce americké Billboard 200.

## Texty
Text zahajovací skladby "I Zimbra" se zakládá na jednom z děl německého dadaistického básníka Huga Balla, významného představitele nonsensové poezie. Okolo skladby "Mind" se vznáší mnoho otazníků. Zoufalý muž, který v ní vystupuje, se snaží kohosi přesvědčit, aby si cosi rozmyslel, přičemž jak čas, peníze, drogy, tak věda a víra, mu nedokážou pomoct, aby uspěl. Byrne zde jako ortodoxní realista bere na vědomí skutečnost, že nikdo nikoho není s to poslouchat a nakonec tak s rezignací nepřímo poukazuje na celkovou absurditu světa. "Paper" líčí příběh muže, který zažívá smyšlenou milostnou aféru, jenž si vypisuje na papír. Nakonec si uvědomí, že je načase odtrhnout se od pouhého snění a papír roztrhá. "Cities" popisuje formou vtipné nadsázky úvahy muže, který přemýšlí, kde se usadit. Hlavní hrdina skladby "Life During Wartime" je civilista, který ve víru války přichází o domov i svoji identitu a žije ze dne na den v neustálém strachu, beznaději a nejistotě. "Memories Can´t Wait" je depresivně laděná skladba o mladém muži pronásledovaném myšlenkami na smrt, jež ho postupně ničí. "Air" líčí paranoiu jistého muže ze vzduchu, který dýchá. Refrén „Air can hurt you too“ („Vzduch ti také může ublížit“) jasně definuje jeho obavy a skladba by se tak dala též charakterizovat jako panický strach z žití. "Heaven" lze brát jako nepřímou kritiku alternativy posmrtného života. Věta opakující se v refrénu - „Heaven is a place, where nothing ever happens“ („Nebe je místo, kde se nikdy nic neděje.“), mluví za vše. "Animals" je monolog jistého člověka, který vyvyšuje lidský druh nad ostatní a snaží se zvířata sociálně izolovat. "Electric Guitar" si lze vykládat dvěma způsoby, jedním z nich je kritika cenzury. Děj této skladby líčí soudní stání, kdy je obžalovaným právě elektrická kytara. Díky verdiktu vyslovenému na konci „Someone´s control electric guitar“ („Někdo ovládá elektrickou kytaru“) lze ale skladbu brát také tak, že elektrická kytara je zde pouhou věcí, nástrojem, jenž zákonitě někdo další musí ovládat. Závěrečná "Drugs" popisuje myšlenky a pohled na svět očima zdrogovaného muže.

## Seznam skladeb
Autorem všech skladeb je David Byrne, výjimky uvedeny.

### Strana 1
1. "I Zimbra" (David Byrne, Brian Eno, Hugo Ball) 3:09
2. "Mind" 4:13
3. "Paper" 2:39
4. "Cities" 4:10
5. "Life During Wartime" (David Byrne, Chris Frantz, Jerry Harrison, Tina Weymouth) 3:41
6. "Memories Can't Wait" 3:30

### Strana 2
1. "Air" 3:34
2. "Heaven" 4:01
3. "Animals" 3:30
4. "Electric Guitar" 3:03
5. "Drugs" (David Byrne, Brian Eno) 5:10

### Reedice alba
Reedice alba na CD z roku 2006 obsahuje i bonusové skladby a DVD.
- "Dancing for Money (Unfinished Outtake)" 2:39
- "Life During Wartime (Alternate Version)" 4:08
- "Cities (Alternate Version)" 5:31
- "Mind (Alternate Version)" 4:27

Producentem této reedice byl Andy Zax s pomocí Talking Heads.
DVD zahrnuje celé originální album i s bonusovými skladbami ,fotogalerii a videozáznam "I Zimbra" a "Cities" z vystoupení Talking Heads v německé show Rockpop v roce 1980.

## Sestava
- David Byrne – zpěv, kytara
- Jerry Harrison – kytara, klávesy, doprovodný zpěv
- Tina Weymouth – baskytara, doprovodný zpěv
- Chris Frantz – bicí